# Equal Romance
Singles de CoCo
Hanbun Fushigi
(1990)
Equal Romance (EQUALロマンス) est le 1er single du groupe CoCo, sorti en 1989.

## Présentation
Le single sort le 6 septembre 1989 au Japon sous le label Pony Canyon, aux formats mini-CD single de 8 cm et K7, ainsi que dans une version promotionnelle au format disque vinyle. Il atteint la 7e place du classement de l'Oricon et reste classé pendant dix semaines, pour un total de 119 140 exemplaires vendus durant cette période. Malgré ce classement relativement faible pour le groupe, il restera son deuxième single le plus vendu, après le suivant, Hanbun Fushigi.
La chanson-titre Equal Romance a été utilisée comme deuxième générique de fin de la série anime Ranma ½. La version CD du single contient une deuxième chanson, Otome no Rehearsal, et la version K7 contient ces deux chansons en "face A" plus ses versions instrumentales en "face B".
Les deux chansons, dont les paroles sont écrites par Neko Oikawa, figureront sur l'album Strawberry qui sortira six mois plus tard ; elles seront également présentes sur la compilation CoCo Uta no Daihyakka Sono 1 de 2008. La chanson Equal Romance, devenu l'un des titres les plus connus du groupe, figurera aussi sur la plupart de ses compilations, dont CoCo Ichiban!, Singles, My Kore! Kushon CoCo Best, Straight + Single Collection, et My Kore! Lite Series CoCo. Elle sera également reprise plusieurs fois par d'autres artistes, notamment par DoCo en 1991.

## Liste des titres
Toutes les paroles sont écrites par Neko Oikawa.
| 1. | Equal Romance (EQUALロマンス)         | Mioko Yamaguchi (山口美央子) | Satoshi Nakamura (中村哲) | 4:28 |
| 2. | Otome no Rehearsal (乙女のリハーサル) | Masayuki Iwata (岩田雅之)    | Satoshi Nakamura (中村哲) | 4:12 |

K7
- Side A : Equal Romance (EQUALロマンス?), Otome no Rehearsal (乙女のリハーサル)
- Side B : Equal Romance, Otome no Rehearsal (Original Karaoke) (EQUALロマンス、乙女のリハーサル) (オリジナル・カラオケ?)